# Dolichos bellus
Dolichos bellus är en ärtväxtart som beskrevs av Hermann August Theodor Harms. Dolichos bellus ingår i släktet Dolichos och familjen ärtväxter. Inga underarter finns listade i Catalogue of Life.